# 東洛貢區
東洛貢區（阿拉伯语：منطقة لوقون الشرقي）是乍得的一個大區，位於該國西南部。西鄰喀麥隆，南鄰中非共和國。
首府多巴。下分四省。省名源於流經該省的洛貢河。
1. ↑   (PDF) (报告). INSEED: 24. March 2012  [10 March 2017]. （原始内容 (PDF)存档于24 September 2015）.